# Leonessa (Melfi)
Leonessa è una frazione di Melfi di 298 abitanti che si trova a 9,93 km di distanza dal comune di appartenenza; è situata a 252 m s.l.m. e dista poche centinaia di metri dal corso dell'Ofanto.

## Storia
Necropoli e reperti datati secoli a.C. testimoniano che Leonessa è stata un luogo abitato di passaggio già nell'antichità, snodo naturale fra diverse aree geografiche. Oggi è la Chiesa dell'Assunta a fare da punto di ritrovo della comunità. Prima che diventasse frazione di Melfi, nel 1961, Leonessa era, dal 1952, un centro aziendale formatosi in seguito alla riforma fondiario-agraria del basso melfese. Il centro è costituito da un caseggiato di proporzioni notevoli a forma quadrangolare, con un vasto cortile interno, uno spaccio di generi alimentari e quattro abitazioni. Il caseggiato faceva parte della masseria che fu concessa in feudo nel 1416 dalla Regina del Regno di Napoli Giovanna II d'Angiò-Durazzo al conte Giovanni Caracciolo, divenendo poi una «difesa» dell'agro di Melfi, e, come tale, di esclusiva proprietà del conte. In essa risiedevano soltanto due o tre famiglie degli addetti alla coltivazione dei vasti terreni ed alla custodia del bestiame. In un documento del 1440 si legge che il Re Alfonso V d'Aragona «concede e conferma» a Troiano Caracciolo una masseria nel territorio di Melfi «la quale si chiama Lagonessa» e che era appartenuta ai suoi antenati. Nell'anno 1528 Leonessa fu sede dello Stato Maggiore francese, in quanto vi soggiornò il Lautrec durante l'assedio di Melfi. Conclusosi lo scontro con la vittoria di Carlo VIII, questi nel 1531 assegnò ad Andrea Doria la città e gran parte del suo territorio, compresa Leonessa.

## Infrastrutture e trasporti

### Strade
Leonessa si trova sulla direttrice della superstrada dell'Aglianico 658 (SS 407 - SS 655) nel tratto in precedenza denominato Strada Provinciale Melfi-Ofanto, e quindi a pochi passi (12 km) dallo snodo autostradale dell'A16 di Candela, mentre la Piana di San Nicola, sede dello stabilimento FIAT, dista 11 km.

### Ferrovie
Leonessa possiede una stazione ferroviaria di livello "bronzo" ed è servita dalla linea regionale delle Ferrovie dello Stato Potenza - Foggia.

## Monumenti e luoghi d'interesse
- Chiesa di San Nicola
- Masseria fortificata

## Sport

### Impianti sportivi
Nella frazione di Leonessa si trova il campo da calcio in terra battuta dove si allena e disputa le gare interne la terza squadra di Melfi, lo Sport Melfi 1983 (Prima Categoria).
- Campo sportivo (calcio)